# Supercoppa d'Ucraina 2017
La Supercoppa d'Ucraina 2017 (ufficialmente in ucraino Суперкубок України 2017?, Superkubok Ukraïny 2017) è stata la quattordicesima edizione della Supercoppa d'Ucraina.
Si è svolta il 15 luglio allo stadio Čornomorec' di Odessa tra lo Šachtar, campione d'Ucraina e vincitore della coppa nazionale, e la Dinamo Kiev, seconda classificata in campionato nonché finalista di coppa. Lo Šachtar si è imposto per due reti a zero.

## Tabellino
| Arbitro: | Truchanov (Charkiv) |

|                  |           |  |
| Ferreyra 8’, 56’ | Marcatori |  |

| Šachtar |  | Dinamo Kiev |

| P               | 30 | Andrij Pjatov          |          |     |
| D               | 33 | Darijo Srna            |          |     |
| D               | 4  | Serhij Kryvcov         |          |     |
| D               | 44 | Jaroslav Rakyc'kyj     |          |     |
| D               | 31 | Ismaily                |          |     |
| C               | 17 | Maksym Malyšev         |          | 46’ |
| C               | 10 | Bernard                | 31’      |     |
| C               | 11 | Marlos                 |          |     |
| C               | 7  | Taison                 |          | 77’ |
| C               | 6  | Taras Stepanenko       | 28’, 80’ |     |
| A               | 19 | Facundo Ferreyra       |          | 87’ |
| A disposizione: |    |                        |          |     |
| P               | 26 | Mykyta Ševčenko        |          |     |
| D               | 2  | Bohdan Butko           |          |     |
| D               | 18 | Ivan Ordec'            |          | 87’ |
| C               | 74 | Viktor Kovalenko       |          | 46’ |
| C               | 21 | Alan Patrick           |          |     |
| C               | 9  | Dentinho               |          | 77’ |
| A               | 99 | Gustavo Blanco Leschuk |          |     |
| Allenatore:     |    |                        |          |     |
| Paulo Fonseca   |    |                        |          |     |

| P                    | 72 | Artur Rudko         |       |     |
| D                    | 5  | Vitorino Antunes    |       |     |
| D                    | 24 | Domagoj Vida        |       |     |
| D                    | 34 | Jevhen Chačeridi    |       |     |
| C                    | 9  | Mykola Morozjuk     |       |     |
| C                    | 15 | Viktor Cyhankov     |       | 68’ |
| C                    | 16 | Serhij Sydorčuk     | 90+2’ |     |
| C                    | 19 | Denys Harmaš        |       | 62’ |
| C                    | 29 | Vitalij Bujal's'kij | 45’   | 79’ |
| C                    | 10 | Andrij Jarmolenko   |       |     |
| A                    | 70 | Dieumerci Mbokani   |       |     |
| A disposizione:      |    |                     |       |     |
| P                    | 35 | Maksym Koval'       |       |     |
| D                    | 44 | Tamás Kádár         |       |     |
| C                    | 8  | Volodymyr Šepeljev  |       | 79’ |
| C                    | 18 | Mikita Korzun       |       |     |
| C                    | 20 | Oleh Husjev         |       |     |
| C                    | 25 | Derlis González     |       | 68’ |
| A                    | 41 | Artem Bjesjedin     |       | 62’ |
| Allenatore:          |    |                     |       |     |
| Aljaksandr Chackevič |    |                     |       |     |